# Professional de la salut
Un professional de la salut és una persona capacitada per atendre els problemes de salut dels pacients segons les diferents àrees de les ciències de la salut. S'involucren en l'atenció primària i l'atenció amb especialistes. També, és una persona que ha completat estudis professionals en un camp de la salut, com una infermera, un fisioterapeuta, un metge, etc. La persona sol estar autoritzada per una agència governamental o certificada per una organització professional. Les denominacions comunes dels professionals sanitaris reconeguts legalment en la majoria dels països són:
- Infermers
- Farmacèutics
- Logopedes
- Metges
- Nutricionistes
- Odontòlegs
- Òptics
- Veterinaris
- (Etcètera)